# 真崎站
真崎站（日语：／ Masaki eki */?）是位於福岡縣田川郡川崎町真崎，九州旅客鐵道（JR九州）上山田線的鐵路車站（廢站）。

## 歷史
- 1966年（昭和41年）3月10日：上山田線上山田站至豐前川崎站之間開通，此站啟用[1]。
- 1974年（昭和49年）3月5日：結束行李起卸業務[2]。成為無人車站[3]。
- 1987年（昭和62年）4月1日：因國鐵分割民營化，此站成為九州旅客鐵道的車站[1]。
- 1988年（昭和63年）9月1日：隨著上山田線全線廢除，此站也被廢除[1]。

## 車站構造
此站為地面車站，設有1面1線的單式月台。在1974年（昭和49年）3月起，此站變為無人車站。由於此站啟用當初為有人車站，因此站內設有混凝土建造的站舍。

## 車站周邊
- 藤江氏魚樂園（日语：魚楽園）
- 淡島神社
- 川崎町立真崎小學
- 安真木郵局
- 福岡縣道67號田川桑野線（日语：福岡県道67号田川桑野線）

## 現狀
部分月台還遺留下來。車站遺址設置了紀念碑。鄰接月台處開設了由JA田川營運的川崎町農產物直銷所「De・愛」。

## 相鄰車站
九州旅客鐵道（JR九州）
上山田線
熊畑－真崎－東川崎

## 注腳
1. 1 2 3 4 5  石野哲 (编).  初版. JTB. 1998-10-01: 804. ISBN 978-4-533-02980-6 （日语）.
2. ↑  . 官報. 1974-03-05 （日语）.
3. ↑  . 鐵道公報 (日本國有鐵道總裁室文書課). 1974-03-05: 4 （日语）.

## 相關項目
- 日本鐵路車站列表 Ma